# Story of Seasons
Story of Seasons (englisch für Geschichte der Jahreszeiten, im Original japanisch 牧場物語, Bokujō Monogatari, dt. etwa „Farmgeschichte“), bis 2013 Harvest Moon (dt. Erntemond), ist eine Videospielreihe des japanischen Publishers Marvelous, deren erster Teil 1996 in Japan für das Super Nintendo Entertainment System unter demselben Namen erschien. Es handelt sich um eine Bauernhof-Simulation, in der der Spieler die Rolle eines männlichen oder weiblichen Farmers übernimmt. Aufgabe ist es, einen Bauernhof in der Nähe einer kleinen Ortschaft wieder aufzubauen und zu unterhalten. Dabei kann man Geld durch den Verkauf angebauter Pflanzen oder tierischer Produkte verdienen. Je nach Spiel gilt es, verschiedenen Haustiere zu pflegen.
Bisher wurden Ableger der Videospielreihe für Game Boy, Game Boy Color, Game Boy Advance, Nintendo 64, GameCube, Nintendo DS, Nintendo 3DS, Wii, PlayStation, PlayStation 2 und PlayStation Portable veröffentlicht. In Europa nutzte Marvelous lange Zeit die Distributionskanäle des Plattformanbieters Nintendo und seines zeitweiligen Tochterunternehmens Rising Star Games. Seit 2020 tritt Marvelous auch in Europa unter eigenem Namen auf.
In Nordamerika wurde die Spielereihe dagegen bis 2013 vom Publisher Natsume unter dem Namen Harvest Moon veröffentlicht. Im Jahre 2013 entschied Marvelous, die Reihe in Nordamerika künftig über seine Tochter Xseed Games selbst zu veröffentlichen. Die Rechte am Namen „Harvest Moon“ lagen jedoch bei Natsume, die den Titel weiterhin für eine Reihe selbst entwickelter Titel nutzten. Seither wurden alle weiteren Teile von Marvelous Bokujō-Monogatari-Reihe in Nordamerika und Europa unter dem bis heute gültigen Namen Story of Seasons veröffentlicht.

## Spielprinzip
Story of Seasons ist eine Bauernhof-Simulation. Der Spieler übernimmt dabei die Rolle eines zumeist männlichen Farmers, dessen Aufgabe es ist, einen Bauernhof in der Nähe einer kleinen Ortschaft wieder aufzubauen und zu unterhalten. Dabei können zum Beispiel Tomaten-, Gurken-, Kürbis- oder Maispflanzen angebaut und verkauft werden, welche bis zur Ernte täglich gewässert werden müssen. Auch mit tierischen Produkten wie Milch, Wolle oder Eiern kann Geld verdient werden. Je nach Spiel gilt es, Hunde, Katzen, Pferde, Kühe, Hühner, Enten, Schafe, Ziegen, Seidenraupen und Strauße zu pflegen.
Nicht irrelevant für den weiteren Spielverlauf ist auch der Aufbau und die Pflege zwischenmenschlicher Kontakte zu den Nachbarn. Die Sympathie erhöht man z. B., indem man den Charakteren Geschenke (z. B. angebaute Feldfrüchte) macht und die örtlichen Festivitäten besucht.
Im Verlauf des Spiels besteht die Möglichkeit, zu heiraten und Nachwuchs zu bekommen. Dies ist aber nicht in allen Teilen der Spielereihe möglich.

### Saaten
Dies ist der zentrale Aspekt aller Spiele der Reihe. Der Spieler muss optimale Pflanz-, Wässerungs- und Ernteschemata finden. Die profitabelsten Pflanzen zu entdecken, weite Flächen zum Bepflanzen freizuräumen und das Ernten vor dem Winter ist der Schlüssel für eine gute Ernte und viel Geld.
In den Spielen hat jede Jahreszeit eine andere verfügbare Pflanzenart. Ausgenommen ist der Winter, in dem nichts wächst und der Spieler sich auf Tierzucht, Fischen und Bergbau als Einkommen verlassen muss. Nur in manchen Versionen der Reihe gibt es Gewächshäuser, in denen auch im Winter angebaut werden kann, weil die Saat von den schlechten Wetterbedingungen geschützt ist.
Manche Saaten, wie Rüben und Zwiebeln, wachsen nur einmal, während andere, wie Süßkartoffeln und Mais mehrfach geerntet werden können, bis die Jahreszeit endet.
Rüben, Kartoffeln, Tomaten und Mais sind die Basissaaten der Reihe und bestehen schon seit dem ersten Spiel. Seitdem haben andere Spiele neue Saaten eingeführt wie zum Beispiel Kohl, Karotten, Zwiebeln, Erdbeeren, Süßkartoffeln, Kürbisse, Reis, Ananas, Gurken usw.
Die Sommer- und Herbstsaaten können einen Tag vor Beginn der Jahreszeit gepflanzt werden. Zum Beispiel können Tomaten (Sommersaat) am letzten Frühjahrstag gesät werden. Es können jedoch nicht Frühjahrssaaten an dem letzten Wintertag gepflanzt werden, weil der Boden noch zu hart ist und nichts in diesem Monat wächst.
In einigen Spielen können spezielle Baumsaaten gekauft werden. Diese werden auf vier Feldern (2 × 2) gesät und nach einigem Gießen wächst ein kleiner Baum. Bei Harvest Moon: Tales of Two Town werden neun Felder benötigt, allerdings muss man sie hier auch nie gießen denn sie wachsen von alleine. Bäume benötigen mehrere Jahreszeiten zum Wachsen, müssen jedoch nicht weiter gepflegt werden. Je nach Art tragen diese Bäume in bestimmten Jahreszeiten Früchte, wie zum Beispiel Pfirsiche, Trauben, Bananen oder Orangen. Bäume überleben sogar den Winter und können daher mehrjährig genutzt werden.

## Handlung
Im traditionellen Ablauf der Reihe dreht sich alles um den Spieler, der die Farm seines Vaters übernimmt und weiterführt. Neben den üblichen Farmaufgaben, wie die Tiere zu versorgen und die Felder zu bewässern, muss der Spieler sich auch mit den lokalen Dorfbewohnern anfreunden, einen Ehemann bzw. eine Ehefrau finden, ein Kind bekommen, die Farmgebäude ausbauen und an Dorffestivals teilnehmen.
Dieser Ablauf trifft jedoch nicht auf alle Spiele der Reihe zu. Zum Beispiel muss der Spieler in Harvest Moon: Save the Homeland das Dorf retten, die Farm bewirtschaften und einen Teilzeitjob annehmen, kann jedoch keines der Dorfmädchen bezirzen und heiraten. In anderen Spielen der Reihe, wie zum Beispiel Harvest Moon: A Wonderful Life und Harvest Moon: Another Wonderful Life, liegt das Hauptaugenmerk darauf, einen Ehepartner zu finden, ein Kind zu bekommen und dieses zu einem Erwachsenen zu erziehen.
In den neusten Adaptionen der Reihe, wie Harvest Moon DS und Harvest Moon DS Cute, muss der Spieler 60 von den 101 vermissten Harvest Sprites finden und freischalten um die in Stein verwandelte Erntegöttin zu befreien.
Ähnlich der Ablauf auch in Harvest Moon: Magical Melody: Der Spieler muss Musiknoten finden, indem er verschiedene Aufgaben im Spiel erfüllt (z. B. kochen, Tierzucht, einen Ehepartner finden etc.). Ziel ist es auch hier, mit den Noten die versteinerte Erntegöttin zu erlösen.
In Harvest Moon: Baum der Stille ist der Göttinnenbaum bzw. Mutterbaum verwelkt und der Spieler muss den Harvest Sprites dabei helfen, mithilfe erhaltener Zutaten ein Regenbogenrezept zu erfüllen. Die dadurch entstehenden fünf Regenbogen führen dazu, dass der Baum letztlich wiederbelebt wird.

## Chronologie
| Titel                                            | Plattform(en)                                        | Erscheinungsdatum | Erscheinungsdatum | Erscheinungsdatum |
| Titel                                            | Plattform(en)                                        | Japan             | Nordamerika       | Europa            |
| ------------------------------------------------ | ---------------------------------------------------- | ----------------- | ----------------- | ----------------- |
| Harvest Moon                                     | Super Nintendo                                       | 9. Aug. 1996      | Juni 1997         | 29. Jan. 1998     |
| Harvest Moon GB                                  | Game Boy, Game Boy Color                             | 19. Dez. 1997     | 18. Dez. 1997     | 1998              |
| Harvest Moon 64                                  | Nintendo 64                                          | 5. Feb. 1999      | 30. Nov. 1999     | 23. Feb. 2017     |
| Harvest Moon 2                                   | Game Boy Color                                       | 6. Aug. 1999      | 1. Sep. 2000      | 30. März 2001     |
| Harvest Moon: Back to Nature                     | PlayStation, PlayStation Portable                    | 16. Dez. 1999     | 22. Nov. 2000     | 1. Jan. 2001      |
| Harvest Moon 3                                   | Game Boy Color                                       | 29. Sep. 2000     | 14. Nov. 2001     | –                 |
| Harvest Moon für Mädchen                         | PlayStation, PlayStation Portable                    | 7. Dez. 2000      | –                 | –                 |
| Harvest Moon: Save the Homeland                  | PlayStation 2, PlayStation 3                         | 5. Juli 2001      | 1. Nov. 2001      | 9. März 2017      |
| Harvest Moon: Friends of Mineral Town            | Game Boy Advance                                     | 18. Apr. 2003     | 17. Nov. 2003     | 20. Feb. 2004     |
| Harvest Moon: A Wonderful Life                   | Nintendo GameCube                                    | 12. Sep. 2003     | 16. März 2004     | 26. März 2004     |
| Harvest Moon: More Friends of Mineral Town       | Game Boy Advance                                     | 3. Dez. 2003      | 5. Juli 2005      | –                 |
| Harvest Moon: Another Wonderful Life             | Nintendo GameCube                                    | 8. Juli 2004      | 26. Juli 2005     | –                 |
| Harvest Moon: A Wonderful Life (Special Edition) | PlayStation 2                                        | 11. Nov. 2004     | 5. Okt. 2005      | 6. Nov. 2005      |
| Harvest Moon DS                                  | Nintendo DS                                          | 5. März 2005      | 13. Sep. 2006     | 7. Apr. 2007      |
| Harvest Moon: Magical Melody                     | Nintendo GameCube                                    | 3. März 2005      | 28. März 2006     | –                 |
| Harvest Moon DS Cute                             | Nintendo DS                                          | 5. Dez. 2005      | 8. März 2008      | –                 |
| Harvest Moon Boy & Girl                          | PlayStation Portable                                 | 23. Nov. 2005     | 31. Juli 2007     | –                 |
| Harvest Moon: Magical Melody                     | Wii                                                  | –                 | –                 | 14. März 2008     |
| Harvest Moon: Mein Inselparadies                 | Nintendo DS                                          | 7. Feb. 2007      | 8. Aug. 2008      | 8. Dez. 2008      |
| Harvest Moon: Baum der Stille                    | Wii                                                  | 7. Juni 2007      | 8. Sep. 2008      | 9. Okt. 2009      |
| Harvest Moon: Die Sonnenschein-Inseln            | Nintendo DS                                          | 8. Feb. 2008      | 9. Nov. 2009      | 10. Dez. 2010     |
| Harvest Moon: Deine Tierparade                   | Wii                                                  | 8. Okt. 2008      | 9. Nov. 2009      | 10. Dez. 2010     |
| Harvest Moon: Der Großbasar                      | Nintendo DS                                          | 8. Dez. 2008      | 10. Aug. 2010     | 11. Sep. 2011     |
| Harvest Moon: Hero of Leaf Valley                | PlayStation Portable                                 | 9. März 2009      | 10. Apr. 2010     | 12. Nov. 2010 a   |
| Harvest Moon: Geschichten zweier Städte          | Nintendo DS, Nintendo 3DS                            | 8. Juli 2010      | 20. Sep. 2011     | 17. Aug. 2012     |
| Harvest Moon: A New Beginning b                  | Nintendo 3DS                                         | 23. Feb. 2012     | 6. Nov. 2012      | 20. Sep. 2013     |
| Story of Seasons                                 | Nintendo 3DS                                         | 27. Feb. 2014     | 10. Feb. 2015     | 31. Dez. 2015     |
| Story of Seasons: Trio of Towns                  | Nintendo 3DS                                         | 23. Juni 2016     | 28. Feb. 2017     | 13. Okt. 2017     |
| Story of Seasons: Friends of Mineral Town        | Nintendo Switch                                      | 17. Okt. 2019     | 14. Juli 2020     | 10. Juli 2020     |
| Story of Seasons: Pioneers of Olive Town         | Nintendo Switch                                      | 25. Feb. 2021     | 23. März 2021     | 26. März 2021     |
| Story of Seasons: A Wonderful Life               | Windows, PlayStation 5, Nintendo Switch, Xbox Series | 27. Juni 2023     | 27. Juni 2023     | 27. Juni 2023     |
| Story of Seasons: Grand Bazzar                   | Nintendo Switch                                      | 27. Aug 2025      | 27. Aug 2025      | 27. Aug 2025      |

| Titel                                                   | Plattform                               | Erscheinungsdatum | Erscheinungsdatum | Erscheinungsdatum |
| Titel                                                   | Plattform                               | Japan             | Nordamerika       | Europa            |
| ------------------------------------------------------- | --------------------------------------- | ----------------- | ----------------- | ----------------- |
| Innocent Life: A futuristic Harvest Moon                | PlayStation Portable                    | 27. Apr. 2006     | 15. Mai 2007      | 18. Mai 2007      |
| Harvest Moon: My Little Shop                            | WiiWare                                 | 28. März 2009     | 23. Nov. 2009     | –                 |
| Let’s all Harvest Moon                                  | Webbrowser (Mehrspieler-Online-Spiel)   | 25. Nov. 2010     | –                 | –                 |
| Return to PopoloCrois: A Story of Seasons Fairytale     | Nintendo 3DS                            | 18. Juni 2015     | 1. März 2016      | 18. Feb. 2016     |
| Doraemon Story of Seasons                               | Windows, Nintendo Switch, PlayStation 4 | 13. Juni 2019     | 11. Okt. 2019     | 11. Okt. 2019     |
| Doraemon Story of Seasons: Friends of the Great Kingdom | Windows, Nintendo Switch, PlayStation 5 | 5. Nov. 2022      | 5. Nov. 2022      | 5. Nov. 2022      |

## Hauptreihe
Nachfolgend sollen kurz die Eigenheiten der in Europa erschienenen Harvest-Moon-Teile erläutert werden. In Europa wurde Harvest Moon: Magical Melody, welches in Nordamerika und Japan bereits für den Nintendo GameCube erschien, nur in einer überarbeiteten Version für Nintendo Wii herausgebracht. Einer der neueren Titel Harvest Moon: Baum der Stille für die Wii, ist am 7. Juni 2007 in Japan erschienen. In einem Interview mit Harvest-Moon-Erfinder Yasuhiro Wada gab dieser auch bekannt, dass Rune Factory eine eigene Reihe sei und deshalb der Untertitel Harvest Moon entfernt wurde. Jedoch wurde in den amerikanischen und europäischen Versionen der Untertitel wieder hinzugefügt.

### Harvest Moon
Das erste Harvest Moon (japanisch 牧場物語, Bokujō Monogatari) bietet bereits viele der Eigenschaften, welche die Reihe noch heute prägen. Die Geschichte zieht sich dabei über zweieinhalb Jahre hinweg, die alle über vier Jahreszeiten à 30 Tage verfügen. Ein einzelner Tag kostet den Spieler ca. 10–15 min.
Die Möglichkeiten, auf die man in den verschiedenen Bereichen des Farmer-Lebens zurückgreifen kann, sind allerdings noch nicht so umfangreich. So gibt es insgesamt nur vier verschiedene Gemüsesorten, die man anbauen kann: Im Frühling Steckrüben und Kartoffeln und im Sommer Tomaten und Mais. Im Herbst und Winter kann nichts angebaut werden. Als Nutztiere kann man sich Kühe und Hühner halten. Außerdem leben im Verlauf des Spiels auch ein Hund und ein Pferd auf der Farm. Die Möglichkeit eine Frau zu heiraten besteht bereits. Hierzu stehen verschiedene Junggesellinnen aus dem nahe gelegenen Dorf zur Verfügung. Es ist auch möglich ein oder zwei Kinder zu bekommen.
Neben dem Dorf und der Farm kann man im Spiel noch einen Wald erkunden, über welchen man zur Spitze eines Berges gelangen kann. Im Wald kann man zum Beispiel Kräuter finden, die sich wie die Felderzeugnisse verkaufen lassen. An bestimmten Daten finden über das Jahr hinweg verschiedene Feste statt, an denen sich die Dorfbewohner versammeln.
Auch die märchenhaften Aspekte, die in der Harvest-Moon-Reihe immer wieder anzutreffen sind, lassen sich im ersten Teil der Reihe bereits vorfinden. So gibt es zum Beispiel Zwerge, die in Höhlen unter der Farm leben, oder eine Göttin, die in einem Teich im Wald anzutreffen ist.

### Harvest Moon GB
Bei Harvest Moon GB (japanisch 牧場物語 GB, Bokujō Monogatari) handelt es sich um eine grafisch und spielerisch vereinfachte Version von Harvest Moon. Der einzige Ort, an dem man sich wirklich frei bewegen kann, ist die Farm. Man kann zwar auch das Dorf besuchen, doch in diesem lassen sich nur die einzelnen Gebäude anwählen, um sie so aufzusuchen. Es ist auch nicht möglich zu heiraten. Neben diesen und anderen Einschränkungen wurden allerdings auch einige Möglichkeiten erweitert. So gibt es mehr verschiedene Gemüsesorten, von denen nun einige auch im Herbst und im Winter angebaut werden können. Außerdem kann man zwischen einer weiblichen und einer männlichen Spielfigur sowie einem Hund und einer Katze als Haustier wählen.

### Back to Nature
Harvest Moon: Back to Nature (japanisch 牧場物語～ハーベストムーン~, Bokujō Monogatari Harvest Moon) ist das erste Harvest Moon, das nicht für eine Nintendo-Konsole erschien. Es basiert in seinen Grundzügen auf dem Spiel Harvest Moon 64 (in Europa nicht veröffentlicht). Die Handlung spielt sich erstmals in Mineral Town ab, das auch in einigen späteren Teilen der Reihe vorkommt.
Nachfolgend die wichtigsten Neuerungen gegenüber dem SNES-Original:
- Die Landschaft ist weitläufiger und in mehrere kleine Abschnitte unterteilt. Es gibt nun nicht mehr einfach Dorf, Wald und Farm.
- Neben Kühen, Hühnern, einem Pferd und einem Hund kommen nun auch Schafe als Haustiere hinzu.
- Es besteht die Möglichkeit, anhand eines Teleshopping Kanals verschiedene Küchengeräte zu erwerben und sich mit gesammelten Lebensmitteln Gerichte zuzubereiten.
- Man kann ans Meer gehen und dort zum Beispiel angeln.
- Im Frühling, Sommer und Herbst können mehrere unterschiedliche Gemüsesorten angebaut werden. Durch den Bau eines Gewächshauses, kann auch im Winter Feldarbeit betrieben werden.
- Am Rande des Dorfes leben sieben Wichtel, die einen bei der Farmarbeit unterstützen können (außer im Frühling, da haben die Wichtel Teefest).

Die ursprüngliche PAL-Version des Spiels wies eine negative Besonderheit auf: Wenn man die Spielfigur verheiratete, stürzte kurz darauf das Spiel ab und es war nicht möglich weiterzuspielen. Wollte man die Handlung fortführen, wurde also die Heirat, ein zentrales Element des Spiels, fast unmöglich. Um diesen Fehler wieder gut zu machen, bot der Vertreiber Ubisoft die Möglichkeit an, ein fehlerhaftes Exemplar des Spiels einzusenden und durch ein funktionierendes ersetzen zu lassen.

#### Hābesutomūn for Gāru
Bokujō Monogatari: Hābesutomūn for Gāru (japanisch 牧場物語～ハーベストムーン~ for ガール, dt. „Farmgeschichte: Harvest Moon für Mädchen“) ist ein Remake von Harvest Moon: Back to Nature mit dem größten Unterschied, dass man dieses Mal ein Mädchen spielt. Des Weiteren endet das Spiel nach der Hochzeit mit einem der Jungen aus dem Dorf und man kann nicht wie in der Version für Jungen weiterspielen. Das Spiel ist ausschließlich in Japan erschienen, jedoch wurde ein erneutes Remake für die PlayStation Portable in den USA veröffentlicht mit dem Titel Harvest Moon: Boy & Girl, in welchem beide Versionen enthalten sind.

### Save the Homeland
Harvest Moon: Save the Homeland (japanisch 牧場物語3~ ハートに火をつけて, Bokujō Monogatari 3: Heart ni Hi o Tsukete) wurde nie in Europa veröffentlicht. Es ist das erste Harvest-Moon-Spiel für die PlayStation 2. 2011 wurde das Spiel in Nordamerika im PlayStation Store für die PlayStation 3 veröffentlicht. Die Aufgabe des Spielers ist es, die Insel davor zu bewahren, dass auf dem Gebiet ein großer Freizeitpark gebaut wird, was dazu führen würde, dass alle aus dem Dorf fortziehen müssten. Anders als in anderen Teilen der Reihe verfolgt das Spiel eine lineare Geschichte, die nach einem Jahr im Spiel beendet ist und man eins von neun verschiedenen Enden erreichen kann. Es ist in diesem Teil auch nicht möglich zu heiraten und Kinder zu bekommen.

#### Hero of Leaf Valley
In Harvest Moon: Hero of Leaf Valley (japanisch 牧場物語シュガー村と皆の願い, Bokujō Monogatari: Sugar Mura to Minna no Negai) geht es im Prinzip um die gleiche Geschichte wie in Harvest Moon: Save the Homeland; der Spieler muss die Insel davor bewahren, dass ein riesiger Freizeitpark darauf gebaut wird. Der Spieler hat sechzehn verschiedene Möglichkeiten, dieses Ziel zu erreichen. Die Charaktere sind zum Teil auch die gleichen wie bei dem PlayStation-2-Ableger. Das Spiel kann daher als eine Art Remake oder eine Fortsetzung angesehen werden. Es ist möglich, eine von acht Frauen zu heiraten; ein Kind zu bekommen, ist hingegen nicht möglich.

### Friends of Mineral Town
Harvest Moon: Friends of Mineral Town (japanisch 牧場物語 ミネラルタウンのなかまたち, Bokujō Monogatari: Mineral Town no Nakama Tachi) ist spielerisch fast identisch mit Back to Nature. Nur einige wenige Möglichkeiten kommen noch zusätzlich hinzu. So kann man sich zum Beispiel ein Zweithaus bauen lassen oder mit dem Hund Frisbee-Fangen spielen. Das Errichten eines Gewächshauses ist allerdings nicht mehr möglich. Grafisch wurde das Spiel, den Möglichkeiten des Game Boy Advance entsprechend, im Vergleich zu Back to Nature vereinfacht.
2019 erschien die Neuauflage Story of Seasons: Friends of Mineral Town für Nintendo Switch und Windows. Diese deckt inhaltlich sowohl Friends of Mineral Town als auch More Friends of Mineral Town ab.

#### More Friends of Mineral Town
Harvest Moon: More Friends of Mineral Town (japanisch 牧場物語ミネラルタウンのなかまたちforガール, Bokujō Monogatari: Mineral Town no Nakama Tachi for Girls) ist eine erweiterte Version des Spiels Harvest Moon: Friends of Mineral Town. Grafisch wurde fast nichts geändert, jedoch spielt man dieses Mal ein Mädchen und einige Elemente des Spiels wurden verbessert. Das Spiel ist nie im europäischen Raum erschienen.

### A Wonderful Life
Harvest Moon: A Wonderful Life (japanisch 牧場物語～ワンダフルライフ, Bokujō Monogatari: Wonderful Life) ist der erste Teil der Harvest-Moon-Reihe, der nicht aus der Vogelperspektive, sondern aus der Verfolgerperspektive gesteuert wird, ähnlich einem Action-Adventure oder Jump ’n’ Run. Darüber hinaus wird in diesem Teil das erste Mal das volle Leben des spielbaren Charakters abgedeckt – so waren es in der Regel drei Jahre, während es in A Wonderful Life dreißig sind.
Auch am zeitlichen Ablauf wurde im Vergleich zu den Vorgängern einiges geändert, denn die einzelnen Jahreszeiten bestehen nicht mehr aus 30, sondern aus zehn Tagen. Die einzelnen Tage dauern dafür länger und kosten den Spieler ungefähr 30 Minuten. Viele Tätigkeiten, wie das Bewässern der Felder oder das Füttern der Tiere müssen nun zweimal täglich erledigt werden.
Weiterhin verfügt das Spiel über die folgenden Besonderheiten:
- Die Story spielt sich erstmals im Vergissmeinnicht-Tal ab.
- Die Anzahl der verschiedenen Haustiere ist so groß wie bisher bei keinem Harvest Moon. Man kann sich nun auch Enten und Ziegen zulegen.
- Es gibt die Möglichkeit, verschiedene Gemüsesorten miteinander zu kreuzen und die entstandenen Hybride anzubauen.
- Durch die Linkmöglichkeiten zwischen GameCube und Game Boy Advance lassen sich A Wonderful Life und Friends of Mineral Town verlinken, sodass sich in beiden Spielen neue Möglichkeiten eröffnen (zum Beispiel neue Charaktere und Gegenstände).
- Werkzeuge kann man nicht mehr aufrüsten, dafür aber von Freunden aus der Stadt geschenkt bekommen.

#### Another Wonderful Life
Harvest Moon: Another Wonderful Life (japanisch 牧場物語ワンダフルライフforガール, Bokujō Monogatari: Wonderful Life for Girls) ist eine erweiterte Version des Spiels Harvest Moon: A Wonderful Life. Dieses Mal spielt man ein Mädchen und kann einen von drei Junggesellen aus dem Dorf heiraten. Man kann das Spiel mit More Friends of Mineral Town verbinden, um neue Inhalte zu bekommen. Das Spiel ist nie im europäischen Raum erschienen.

#### Special Edition
Bei Harvest Moon: A Wonderful Life (Special Edition) (japanisch 牧場物語Oh!ワンダフルライフ通常版, Bokujō Monogatari: Oh! Wonderful Life) handelt es sich um die PlayStation-2-Umsetzung des schon längere Zeit zuvor veröffentlichten GameCube-Spiels Harvest Moon: A Wonderful Life. Es enthält nur geringfügige Neuerungen. So steht zum Beispiel ein weiteres Mädchen als mögliche Braut zur Verfügung und es ist möglich, dass das eigene Kind ein Mädchen anstatt ein Junge wird. Harvest Moon: A Wonderful Life (Special Edition) erschien in Europa nur in englischer Sprache.

### Harvest Moon DS
Harvest Moon DS (japanisch 牧場物語 コロボックルステーション, Bokujō Monogatari: Korobokkuru Suteisshon) spielt 100 Jahre nach den Ereignissen aus Harvest Moon: A Wonderful Life. Der Spieler findet sich wieder im Vergissmeinnicht-Tal vor und nahezu alle Charaktere aus Harvest Moon: A Wonderful Life tauchen erneut auf. Es ist das erste Harvest-Moon-Spiel, das für den Nintendo DS veröffentlicht wurde.
Das Spiel wurde durch 2D-Grafik und die Touchscreens an die Nintendo-DS-Konsole angepasst. Zudem wurde ein Levelsystem bei Feldfrüchten und Tieren eingefügt, das durch eine so genannte „Samenmaschine“ oder Festivals erhöht werden kann. Der Spieler kann neue Minispiele freischalten und von den Spielfiguren Kinder bekommen. Im Gegensatz zur US-Fassung wurde bei der EU-Fassung die Möglichkeit entfernt, das DS-Spiel mit dem GBA-Spiel: Harvest Moon: Friends of Mineral Town zu kombinieren. Die Verbindung der beiden Spiele bot neue Ereignisse und weitere Mädchen aus Mineral Town. In Sachen Minispiele wurden ein paar Glücksspiele aus der EU-Fassung entfernt (zum Beispiel Black Jack, das man bei den Wichteln spielen konnte). In der US-Version ist die Funktion die Erntegöttin zu heiraten nicht gegeben, da man keine große Kette finden und somit die Minenliste vervollständigen kann. Im Gegensatz zur japanischen Fassung wurde die Möglichkeit, die Dorfbewohner anzugreifen, aus der US- und EU-Fassung entfernt. Wenn man einen Dorfbewohner angriff, verlor dieser LP (Liebespunkte) und FP (Freundschaftspunkte).

#### Harvest Moon DS Cute
Harvest Moon DS Cute (japanisch 牧場物語コロボックルステーションforガール, Bokujō Monogatari: Korobokkuru Suteishon for Gaaru) ist eine erweiterte Version des Spiels Harvest Moon DS. Dieses Mal spielt man ein Mädchen und kann einen der Junggesellen aus dem Dorf heiraten. Man kann zwischen der Heldin aus Harvest Moon: More Friends of Mineral Town und aus Harvest Moon: Another Wonderful Life wählen. Das Spiel ist nie im europäischen Raum erschienen.

### Magical Melody
Harvest Moon: Magical Melody (japanisch 牧場物語　しあわせの詩, Bokujō Monogatari: Shiawase no Uta) wurde in Japan und USA für den Nintendo GameCube veröffentlicht. Die Europaversion dieses Spiels ist für die Nintendo Wii veröffentlicht worden.
In der Wii-Version des Spiels, die nur in Europa erschien, ist es nicht mehr möglich als Mädchen zu spielen. Hinweise dazu finden sich auf der offiziellen Seite, wo seit Längerem das Mädchen von dem Boxart und von dem Banner verschwunden ist, welches aber noch in einer früheren Version der Seite zu sehen war.

### Mein Inselparadies
Harvest Moon: Mein Inselparadies (japanisch 牧場物語 キミと育つ島, Bokujō Monogatari: Kimi to Sodatsu Shima) ist das zweite Harvest-Moon-Spiel für den Nintendo DS, in dem man sich zu Beginn zwischen einem Jungen (Mark) oder einem Mädchen (Chelsea) entscheiden kann. Man ist mit einer vierköpfigen Familie auf einer Insel gelandet und baut sich dort eine Farm auf. Nach und nach ziehen immer mehr Dorfbewohner auf die Insel. Auch in dieser Version ist es möglich, zu heiraten und Nachwuchs zu bekommen. Die Erntegöttin und -wichtel spielen auch wieder eine Rolle.
Im Verlauf des Spiels wird es durch den Bau von Brücken möglich, zuvor nicht erreichbare Teile der Insel erkunden zu können, um beispielsweise Zugang zur Mine zu bekommen. Werkzeuge lassen sich mit Hilfe von Rohmaterialien verbessern, um die Effektivität zu steigern oder den Kraftaufwand zu verringern. Es ist wieder möglich, viele verschiedene Feld- und Baumfrüchte anzubauen und verschiedene Farmtiere (unter anderem Hühner, Kühe, Schafe) zu halten, um seinen Lebensunterhalt zu verdienen. Auch der Verkauf von gefundenen Kräutern, Erzen und anderen Rohmaterialien trägt seinen Teil zur Kultivierung der Insel bei. Mit vorangeschrittener Spieldauer ziehen immer mehr Charaktere auf die Insel und mit ihnen erweitern sich die eigenen Möglichkeiten des Auf- und Anbaus.

### Baum der Stille
Harvest Moon: Baum der Stille (japanisch 牧場物語 やすらぎの樹, Bokujō Monogatari: Yasuragi no Ki) ist das erste Harvest Moon welches exklusiv für die Nintendo Wii erschienen ist. In diesem Teil der Reihe ist es möglich, die Werkzeuge für die Farmarbeit über den Wii-Mote-Controller einzusetzen. Viele neue Spielelemente wurden hinzugefügt, so ist es zum Beispiel möglich zum ersten Mal Strauße als Nutztiere zu halten. Die Fortsetzung ist Harvest Moon: Deine Tierparade.

### Die Sonnenschein-Inseln
Harvest Moon: Die Sonnenschein-Inseln (japanisch 牧場物語　キラキラ太陽となかまたち, Bokujō Monogatari: Kira Kira Taiyou to Nakama Tachi) ist das dritte Harvest-Moon-Nintendo-DS-Spiel und dem Vorgänger (Harvest Moon: Mein Inselparadies) sehr ähnlich. Allerdings geht es hier darum, versunkene Inseln mithilfe von sogenannten Sonnensteinen wieder ans Tageslicht zu bringen. Es besteht die Möglichkeit, sich mit wilden Tieren anzufreunden und diese nützliche Gegenstände für sich suchen zu lassen. Die Charaktere sind Harvest Moon: Mein Inselparadies zu entnehmen. Hinzu kommen jedoch noch Will, Lilly und Witchkins. William Terry Louis Andrew Carrick Jonathan Dredge Hams Reading Roger Southwark Alwick Plymouth Junior Regison III (kurz Will genannt) ist Sabrinas Cousin und somit Regis’ Neffe. Für die, die als Chelsea spielen, steht er als Hochzeitskandidat zur Verfügung. Für die, die als Mark spielen, kommt als neue Hochzeitsanwärterin Lilly dazu. Sie ist eine Schatzjägerin, die großen Gefallen an teuren Dingen verspürt. Witchkins gehört zu den Dorfbewohnern und ist die kleine Nichte der Hexenprinzessin. In Harvest Moon: Die Sonnenschein-Inseln ist das Thema „Kind“ wie in Harvest Moon: Mein Inselparadies geregelt. Die deutsche Version ist am 3. Dezember 2010 erschienen.
Das Spiel bietet dem Spieler wieder die Gelegenheit, ein Gewächshaus zu errichten und darin zusätzliche Pflanzen zu züchten. Das Pflanzenangebot fällt im Gegensatz zu anderen Teilen der Reihe größer aus. Zu den normalen Pflanzen (Rüben, Kartoffeln, Erdbeeren, Mais, Tomaten etc.), den Bäumen (Apfel, Banane, Pfirsich etc.) und den besonderen Pflanzen (Ananas, grüne Paprika und Kohl), sowie auch Reis, kommen nun noch verschiedene Getreidesorten hinzu (Weizen, Sojabohnen und Buchweizen). Auf einer der Inseln kann man zudem ein Schwein bekommen, welches einem bei der Suche nach seltenen Pilzen behilflich ist. Auch eine Katze ist erhältlich. Zudem ist es hier möglich, bei den Haustieren (Pferd, Hund, Katze, Schwein) zwischen je zwei Farben zu wählen, was jeden Spielstand noch individueller gestaltet. Zu den normalen Kühen, Schafen und Hühnern kommen nun noch je eine zweite Art hinzu die freigeschaltet werden können.

### Der Großbasar
Harvest Moon: Der Großbasar (japanisch 牧場物語 ようこそ！風のバザールへ, Bokujō Monogatari: Youkoso Kaze no Bazaaru) wurde über zwei Jahre, nachdem das Spiel in Japan veröffentlicht worden war, vom Publisher Rising Star Games in Europa angekündigt. Der Nintendo-DS-Titel erschien am 30. September 2011 in Europa. Der Großbasar spielt im beschaulichen Brisendorf. Der dortige Basar war einst weltbekannt, ist aber heute verkümmert und wird nur noch von wenigen Menschen besucht. Die Aufgabe des Spielers ist es, den Basar wiederzubeleben.

### Geschichten zweier Städte
Harvest Moon: Geschichten zweier Städte (japanisch 牧場物語 ふたごの村, Bokujō Monogatari: Futago no Mura), auch unter dem Namen Harvest Moon: The Tale of Two Towns bekannt, ist das erste Harvest Moon, das neben dem Nintendo DS auch für den Nintendo 3DS erschienen ist. Auch in diesem Spiel kann der Spieler sich um die Farmarbeiten kümmern, heiraten und eine Familie gründen und Gegenstände sammeln. Neu in diesem Teil ist, dass der Spieler die Möglichkeit hat, sich auszusuchen in welche Stadt er am Anfang ziehen will. Es stehen zwei Städte zur Auswahl, einmal Blubell und einmal Konohana, wobei die Stadt Blubell eher im europäischen Stil gehalten ist und sich mehr auf die Tierzucht spezialisiert hat, währenddessen die andere Stadt Konohana sich eher im asiatischen Stil gehalten hat und sich auf den Anbau von Feldfrüchten spezialisiert hat. Egal für welches Dorf man sich entscheidet, kann man während des Spiels auch noch umziehen und das andere Dorf besuchen. Man kann auch dort Aufgaben vom schwarzen Brett erfüllen.

### A New Beginning
Harvest Moon: A New Beginning (japanisch 牧場物語 はじまりの大地, Bokujou Monogatari: Hajimari no Daichi) ist der erste Teil der Reihe, der exklusiv für den Nintendo 3DS erschienen ist. Das Spiel ist am 23. Februar 2012 in Japan, am 19. Oktober 2012 in Nordamerika und am 20. September 2013 in Europa erschienen. In Deutschland wurde es dennoch nur in englischer Sprache veröffentlicht. Neuerungen sind unter anderem die erweiterte Möglichkeit, seinen Charakter und die Stadt anzupassen und mit anderen Spielern über Wi-Fi zu interagieren. Es ist das erste Spiel in der Reihe, in dem man die Kleidung für seinen Charakter unabhängig vom Geschlecht wählen und somit beispielsweise eine gleichgeschlechtliche Ehe inszenieren kann.

### Story of Seasons
Story of Seasons (japanisch 牧場物語 つながる新天地, Bokujō Monogatari: Tsunagaru Shin Tenchi) wurde am 27. Februar 2014 in Japan veröffentlicht. In Nordamerika wird das Spiel erstmals von Xseed Games lokalisiert und erhält daher einen abgewandelten Titel, da die Rechte des Harvest Moon Franchise bei Natsume Inc liegen. Neue Spielmechaniken wurden eingebaut; darunter das Verkaufen von Farmprodukten in andere „Länder“ durch eine Tauschstation. Des Weiteren kann man wieder wie bei Harvest Moon: A New Beginning seinen Charakter anpassen, die Möglichkeiten wurden dabei erweitert. Der Spieler hat außerdem die Möglichkeit, eine Safari mit exotischen Tieren wie Affen und Papageien zu erstellen; andere Dorfbewohner können die Safari besuchen.

### Pioneers of Olive Town
2021 erschien mit Pioneers of Olive Town der erste eigenständige Titel für Nintendo Switch. Später folgte eine Version für Microsoft Windows. Trotz mäßiger Rezeption war das Spiel ein kommerzieller Erfolg.

## Ableger

### Innocent Life: A futuristic Harvest Moon
Innocent Life: A futuristic Harvest Moon (japanisch 新牧場物語: イノセントライフ, Inosento Raifu: Shin Bokujō Monogatari) unterscheidet sich ziemlich stark von allen bisherigen Titeln der Harvest-Moon-Reihe. Man schlüpft in die Rolle eines Androiden, der auf einer Insel lebt und geschickt wird, um die Arbeit in der Ruine eines alten Tempels, der früher landwirtschaftlich genutzt wurde, wieder aufzunehmen. Die Anbaufelder und die Ställe für die Haustiere befinden sich also nicht auf einem gewöhnlichen Bauernhof, sondern in und auf der Ruine.
Nachfolgend einige weitere Beispiele für die Besonderheiten dieses Ablegers der Reihe:
- Es ist nicht möglich, zu heiraten und Kinder zu bekommen
- Man hat ein Fahrzeug zur Verfügung, mit dem man weite Teile der Insel erkunden kann
- Ein Roboter hilft einem bei der Feldarbeit
- Es besteht die Möglichkeit, Schienenanlagen zu errichten, um den Transport auf den Feldern zu erleichtern

### Let’s all Harvest Moon
Let’s all Harvest Moon (japanisch みんなで牧場物語, Minna de Bokujō Monogatari), auch bekannt als Harvest Moon With Everyone ist ein gratis Online-Browser-Spiel aus der Harvest-Moon-Reihe. Es wurde am 25. November 2010 in Japan veröffentlicht. Bisher ist das Spiel weder in Nordamerika, noch in Europa veröffentlicht worden.

### Harvest Moon: My Little Shop
In Harvest Moon: My Little Shop (japanisch 牧場物語シリーズ まきばのおみせ, Bokujō Monogatari Series: Makiba no Omise) begibt sich der Protagonist nach Clover Town, da seine Eltern ihn in der Obhut seiner Großeltern lassen möchten, solange sie auf Geschäftsreise sind. Aber als er dort ankommt, findet er Clover Town in Ruinen vor. Der Bürgermeister erzählt ihm von der Legende der Erntewichtel und jetzt liegt es in seiner Hand, das Geheimnis der Wichtel zu lüften und Clover Town zurück zu seinem ursprünglichen Glanz zu verhelfen, indem er sich um den Laden und die Farm seiner Großeltern kümmert.

## Rezeption
In Europa verkaufte sich die Reihe Stand 2011 mehr als eine Million Mal. Game Designer Eric Barone bezeichnete Harvest Moon/Story of Seasons als Hauptinspiration für die Entwicklung seines Indie-Spiel Stardew Valley. Ein Hauptauslöser eine eigene Variante dieses Spielprinzips zu entwickeln war seine Unzufriedenheit mit der Richtung, die die Reihe seiner Meinung nach ab 1999 mit Harvest Moon: Back to Nature nahm.